# Basilosaurus
Basilosaurus este un gen de balenă arheocetă preistorică mare, prădătoare din Eocenul târziu, aproximativ cu 41,3 până la 33,9 milioane de ani în urmă. Descrisă pentru prima dată în 1834, a fost prima balenă preistorică și arheocetă descoperită. Fosile atribuite speciei tip B. cetoides au fost descoperite în Statele Unite. La început s-a crezut că erau ale unei reptile preistorice, încât specia a fost denumită Basilosaurus, din greaca veche basileus („rege”) și saurus („șopârlă”). Mai târziu s-a dovedit a fi un mamifer marin preistoric, încât s-a încercat să fie redenumit, dar toate încercările au eșuat, deoarece regulile nomenclaturii zoologice interzic acest lucru. Fosile ale altei specii, B. isis, au fost descoperite în 1904, în Egipt, Sahara Occidentală, Maroc, Iordania, Tunisia și Pakistan. Alte fosile au mai fost găsite în sud-estul Statelor Unite ale Americii și în Peru.
Se crede că Basilosaurus era comun în Oceanul Tethys. A fost unul dintre cele mai mari animale din Paleogen. Era un prădător de top, hrănindu-se cu rechini, pești mari și alte mamifere marine, precum Dorudon, un animal asemănător cu un delfin, despre care se crede că era sursa lor principală de hrană. După localitățile unde au fost descoperite, se crede că trăia în părțile mai puțin adânci ale mării, precum în zonele neritice din mările interioare.
Se crede că Basilosaurus ar fi fost unul dintre primele cetacee complet acvatice. Spre deosebire de cetaceele moderne, Basilosaurus avea diferite tipuri de dinți, precum molari și canini, și se crede că putea să mestece hrana, spre deosebire de cetaceele moderne, care își înghit hrana întreagă. Deși existau alte balene cu o mărime similară și un stil de viață asemănător, Basilosaurus era prădătorul suprem.